# Kirov edikt
Kirov edikt se nanaša na razglas Kira Velikega, ustanovnega kralja Ahemenidskega perzijskega cesarstva, iz leta 539/538 pr. n. št.. Izdan je bil po tem, ko so Perzijci ob padcu Babilona osvojili Novobabilonsko cesarstvo, in je omenjen v Judovskem Svetem pismu, ki trdi, da je odobril in spodbudil vrnitev na Sion in obnovo jeruzalemskega templja (tj. drugega templja).